# Ali Alqarni
Ali Alqarni (arabisch علي القرني, DMG ʿAlī al-Qarnī; geb. 1991 oder 1992) ist ein saudi-arabischer Kampfpilot und Raumfahrer.

## Leben
Alqarni studierte Luft- und Raumfahrttechnik an der King Faisal Air Academy in Riad. Er schloss sein Studium mit dem Bachelor ab. Er verfügt über mehr als 12 Jahre Flugerfahrung mit mehr als 2380 Flugstunden. Im Dienst der Royal Saudi Air Force flog er hauptsächlich F-15SA. Er hat aber auch Flugerfahrungen mit der Cessna 172, der T-6, der T-38 und der F-15S.

## Privatleben und Hobbys
Alqarni ist verheiratet und hat eine Tochter. In seiner Freizeit restauriert er Oldtimer, betreibt Bungeespringen und Bergwandern. Er nahm an verschiedenen Überlebenstrainings teil, darunter auch Militäreinsätzen.

## Axiom Mission 2
2022 stellte Axiom Space die Mannschaft der Axiom Mission 2 zusammen. Neben Alqarni als Missionsspezialist gehören zur Mannschaft Peggy Whitson als Kommandantin der  Mission, John Shoffner als Pilot und Rayyanah Barnawi als Missionsspezialistin. Die vier Raumfahrer starteten am 21. Mai 2023 21:37 UTC (= 23:37 MESZ) mit einem Dragon-2-Raumschiff auf einer Falcon 9 vom Kennedy Space Center. Das Raumschiff dockte am 22. Mai 2023 um 13:10 UTC (= 15:10 MESZ) an der ISS an. Die Raumkapsel dockte am 30. Mai 2023 um 15:05 UTC ab und landete am 31. Mai 2023 um 3:04 UTC im Golf von Mexiko.